# Reserve-Infanterie-Regiment Nr. 208
Das Reserve-Infanterie-Regiment Nr. 208 war ein vom 1. September 1914 bis zum 11. Januar 1919 bestehendes Infanterieregiment, das im Ersten Weltkrieg eine besondere Rolle bei der Einnahme der Stadt Belgrad am 11. Oktober 1915 spielte.

## Geschichte

### Aufstellung
Das Regiment wurde gemäß Weisung des preußischen Kriegsministeriums vom 16. August 1914 am 1. September 1914 durch das Stellvertretende Generalkommando des X. Armee-Korps aufgestellt.
Das I. Bataillon in Braunschweig wurde dabei durch das Ersatz-Bataillon des Reserve-Infanterie-Regiments Nr. 78 und das II. Ersatz-Bataillon des Braunschweigischen Infanterie-Regiments Nr. 92; das II. Bataillon in Celle durch das Ersatz-Bataillon der Infanterie-Regimenter Nr. 77 und 78., sowie das III. Bataillon in Hildesheim durch das Ersatz-Bataillon der Infanterie-Regimenter Nr. 78 und 79 gebildet.
Der Verband gehörte zur neu gebildeten 44. Reserve-Infanterie-Division, die dem XXII. Reserve-Korps unter General der Kavallerie Eugen von Falkenhayn unterstellt war. Das Regiment bestand zunächst aus etwa 60 Offizieren, 250 Unteroffizieren und 2500 Mannschaften in drei Bataillonen, die aber zunächst mit Versorgungsengpässen bei der Ausrüstung zu kämpfen hatten; so fehlte es an Feldküchen und anderem Gerät.

## Einsatztätigkeit
Nachdem das Regiment am 10. September 1914 mobil gestellt war, wurde es neun Tage später zu Übungszwecken auf den Truppenübungsplatz Zossen verlegt. Ab dem 20. Oktober 1914 begannen die Kampfeinsätze an der Westfront in Flandern, bei denen etwa 1750 Soldaten fielen. Weitere verlustreiche Kämpfe waren am 29. Juli 1915 durch die Erstürmung der sogenannten „Höhe 212“, in der Nähe des polnischen Dorfs Wólka Kańska zu verzeichnen; weiterhin etwa 1700 Gefallene am 4. Juni 1916 in der Schlacht um Verdun und im Mai 1917 am Chemin des Dames in Nordfrankreich, wobei über 2000 Soldaten fielen oder vermisst wurden. Im November 1917 wurde das Regiment wieder nach Flandern verlegt, hier leistete das 208er Regiment einen entscheidenden Beitrag im schweren Abwehrkampf, welcher am 10. November nördlich von Passchendaele tobte. Die Gesamtzahl der Gefallenen wurde bei Kriegsende mit 2391 Soldaten angegeben, die Zahl der Vermissten belief sich auf 3664 Mann.

### Serbischer Feldzug 1915
Nach zahlreichen Einsätzen an der Westfront in Flandern, im Osten und vor allem in Serbien war sein größter militärischer Erfolg der verlustreiche Übergang über die Save am Morgen des 7. Oktobers 1915, die Erstürmung des Banovo-Berges am Nachmittag des 8. Oktobers und die folgende Einnahme Belgrads. Die Operation wurde mit Artilleriefeuer auf das gegenüberliegende Ostufer der Save eingeleitet. Am frühen Morgen setzten sich die Infanteristen in Bewegung, um den Fluss in der Nähe zweier Inseln, die Deckung boten, zu überqueren. Während der Überquerung mit Hilfe von Pontons und Booten begann die Gegenwehr serbischer Truppen, die auf deutscher Seite 330 Opfer forderte. Am 11. Oktober war der spätere Stadtteil Banovo brdo, im Süden Belgrads besetzt.

#### Der Save-Übergang

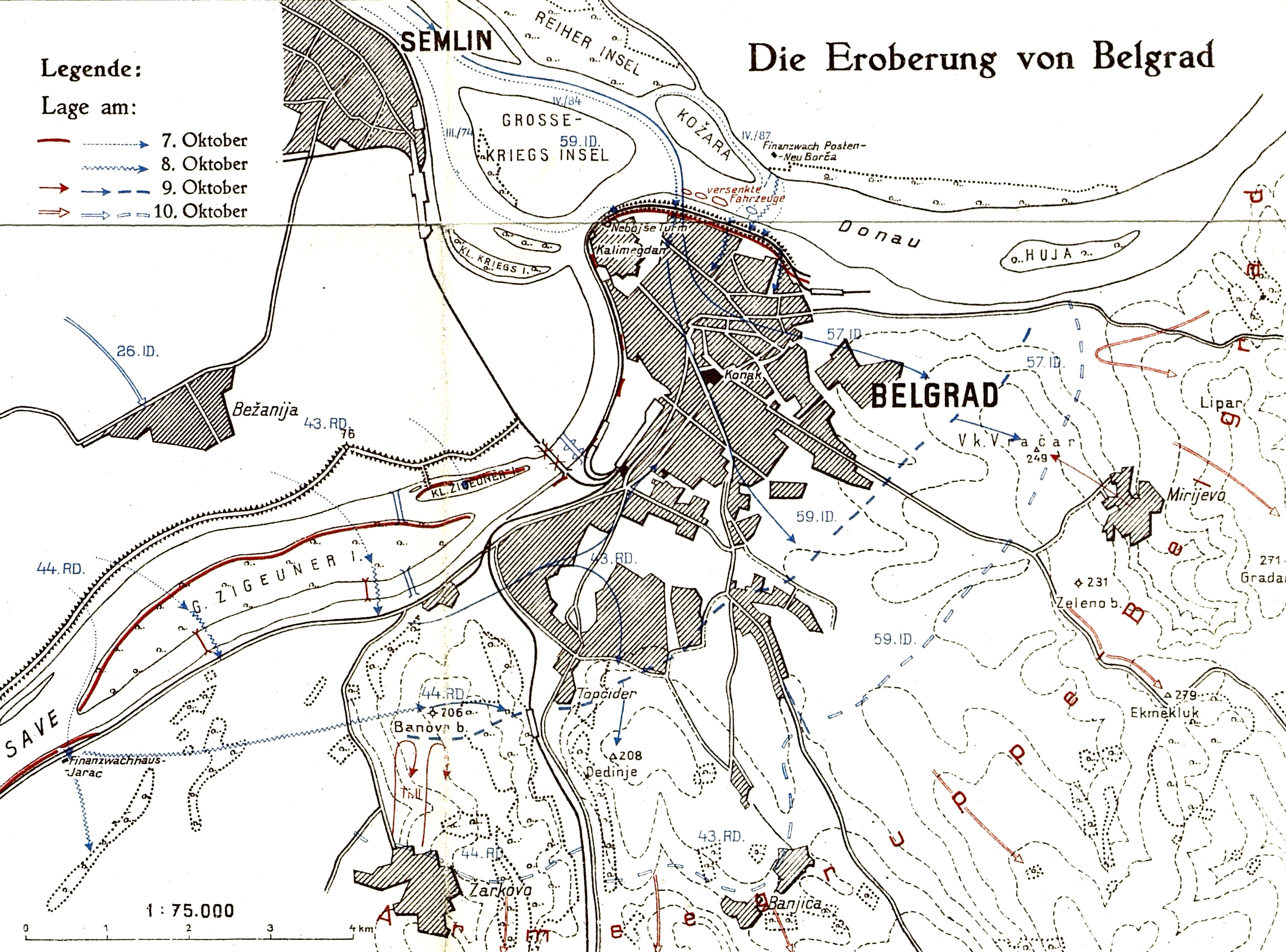
Der Übergang über die Save und die folgende Einnahme Belgrads

Am frühen Morgen des 7. Oktober 1915 begann das XXII. Reservekorps mit dem Übergang über die Save. Die Regimenter der 43. Reserve-Division wurden bereits nach Angriffsbeginn auf der Großen und Kleinen Zigeuner-Insel in schwere Kämpfe verwickelt. Das im Verband der 44. Reserve-Division kämpfende „Reserve-Infanterie-Regiment Nr. 208“ war am selbigen Morgen mit Teilen des I. Bataillons, an der Großen Zigeuner-Insel vorbei, am von serbischen Truppen besetzten Südufer der Save gelandet. Die Serben wurden zwar überrascht, sie konnten jedoch schnell ihre Verteidigung organisieren und eröffneten folgend das Feuer auf die sich am Uferhang empor kämpfenden deutschen Infanteristen. Die Teile des I. Bataillons befanden sich nunmehr in einer gefährlichen Lage, ein weiteres Vordringen war nicht möglich, nur die Uferböschung bot einigermaßen Schutz. An die Zuführung von Verstärkung war vorerst nicht zu denken, das andauernde Abwehrfeuer der Serben machte dies unmöglich. Jedoch gelang die Zuführung von Munition, so konnten die Infanteristen wenigstens ihre Stellung halten bzw. verteidigen. In der folgenden Nacht gelang es dann doch, die Reste des I. Bataillons und das II. Bataillon über den Fluss zu setzen. Das III. Bataillon und eine österreichische Gebirgsbatterie hatten für den nötigen Feuerschutz gesorgt. Schließlich gelang es, den Landungsplatz zu sichern und die serbische Stellung zu stürmen. Nachfolgend konnte auch das restliche Reserve-Infanterie-Regiment Nr. 208 übersetzen.

#### Banovo-Berg
Nach dem erfolgreichen Save-Übergang am 8. Oktober 1915, wurde am Nachmittag desselben Tages der Befehl zur Erstürmung des Banovo-Berges erteilt. Der Auftrag sollte vom I. und III. Bataillon des Reserve-Infanterie-Regiments Nr. 208 ausgeführt werden, während das II. Bataillon als Reserve vorgehalten wurde. So begann um 16.00 Uhr der Angriff, folgend musste noch eine Sumpfniederung durchquert werden. Um 18.00 Uhr begann schließlich die Erstürmung der Anhöhe. Die serbischen Verbände konnten dem energischen Angriff der beiden Bataillone nicht standhalten, und so fiel der Banovo-Berg in die Hände der Braunschweiger Bataillone. Sogleich besetzten die Infanteristen den Berg zu allen Seiten und bezogen hier Stellung. Ein folgender Gegenangriff der Serben, am 9. Oktober gegen 14.00 Uhr, konnte erfolgreich abgewehrt werden. Das I. und II. Bataillon traten umgehend zum Gegenangriff an, in dessen Verlauf Zarkovo genommen wurde.

### Verdun 1916
Verdun steht für eine der größten Materialschlachten des Ersten Weltkrieges. In diesem grausamen und unmenschlichen Kampfgeschehen mussten hunderttausende Soldaten ihr Leben lassen. Einer der meist umkämpften Punkte war die Höhe „Toter Mann“, dort sollte auch das Reserve-Infanterie-Regiment Nr. 208 zum Einsatz kommen.

#### Höhe „Toter Mann“

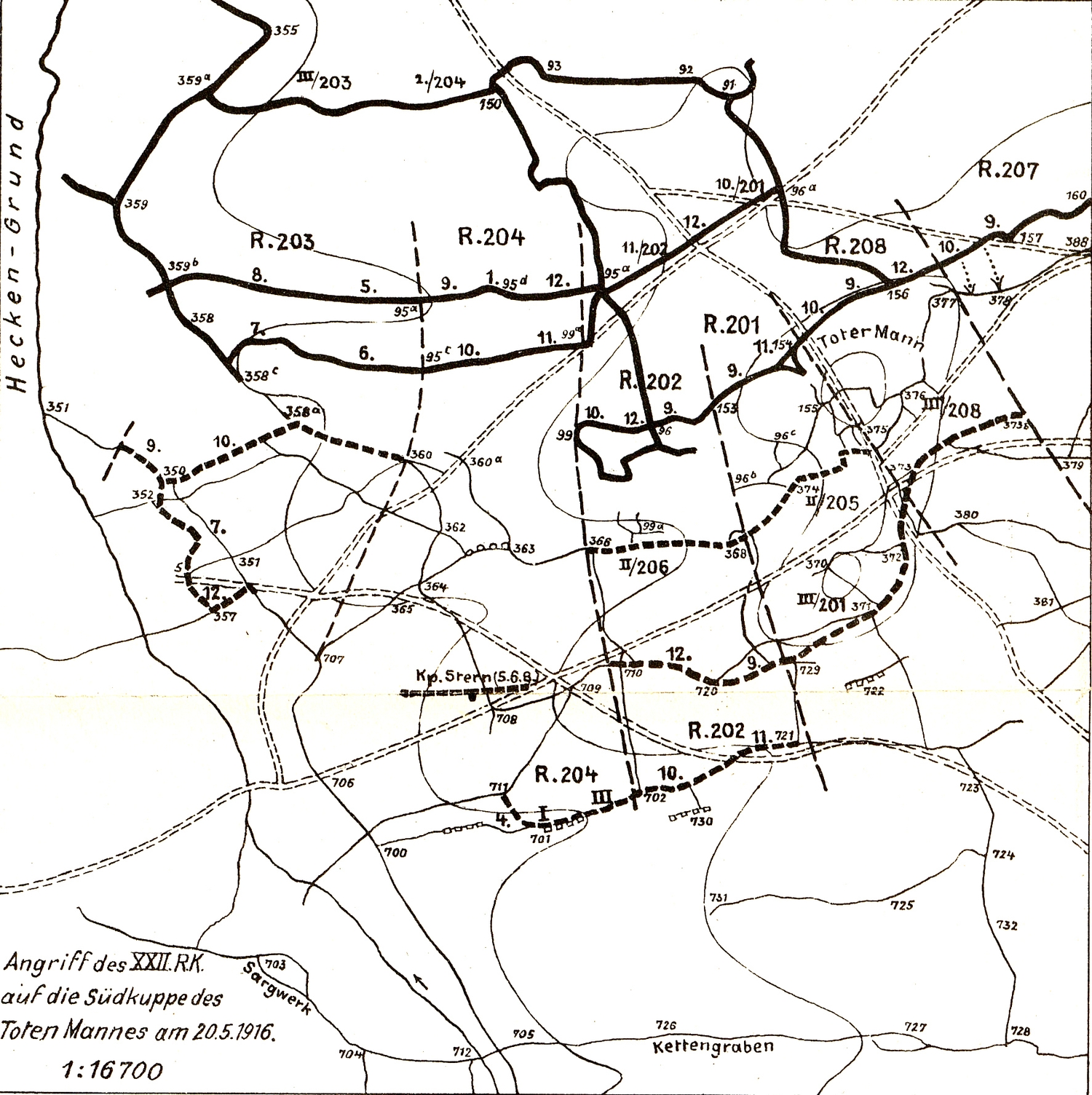
Lagekarte vom 20. Mai 1916

Nach der Verlegung auf das Schlachtfeld von Verdun, bezog das Regiment zunächst Stellungen im „Rabenwald“. Am 20. Mai 1916 sollte dann der Angriff auf die französischen Stellungen am „Toten Mann“ folgen. Nach der Einnahme der Ausgangsstellungen, begann am 20. Mai um 1.30 Uhr das Vorbereitungsfeuer der deutschen Artillerie. Das wurde durch den Gegner mit Sperrfeuer beantwortet, welches das erwartbare Vorgehen der deutschen Infanterie behindern sollte. Das deutsche Vorbereitungsfeuer hielt bis in den frühen Nachmittag an, um 16.00 Uhr begann dann der Angriff. Das III. Bataillon ging unterstützt von Pionieren und Flammenwerfertrupps zum Angriff über. Folgend konnten die feindlichen Gräben genommen werden. Die Angriffsbewegung endete jedoch vor Chattancourt, dort setzte die eigene Artillerie dem weiteren Vordringen ein Ende. Die eroberten Stellungen wurden vom III. und I. Bataillon besetzt, das II. Bataillon sollte für die Herstellung von Verbindungswegen sorgen. In den folgenden Stunden wurde die eingenommene Stellung jedoch vom französischen Artilleriefeuer eingedeckt. So musste das gesamte III. Bataillon in seine Ausgangsstellung zurückweichen, nur Teile des I. Bataillons verblieben in den zuvor eroberten Stellungen. Ein weiterer Angriff am 23. Mai, musste infolge des gegnerischen Abwehrfeuers abgebrochen werden. Auch ein für den 24. Mai angesetzter Angriff konnte nicht ausgeführt werden, das gegnerische Feuer machte eine vorherige Bereitstellung unmöglich. Aufgrund der zuvor erlittenen Verluste wurde das Regiment am 25. Mai vom Reserve-Jäger-Bataillon Nr. 16 abgelöst. In den folgenden Tagen wurde dem Regiment Ersatz zugeführt, der die vorherigen Verluste ausgleichen sollte. Nachfolgend bildete sich aus Abgaben anderer Verbände ein Sturmbataillon, das den unterblieben Angriff vom 23. Mai am 29. Mai erfolgreich ausführte.

### Flandern 1917

#### Passendale
Anfang November 1917 positionierte sich die 44. Reserve-Infanterie-Division als rechte Flügeldivision der Gruppe Ypern. Am Morgen des 10. November 1917 kam es dann zum Großangriff der kanadischen und englischen Verbände auf den rechten Flügel der Gruppe Ypern. Um 14.00 Uhr geriet auch der Nordteil von Passendale unter schweren Artilleriebeschuss, wo zu diesem Zeitpunkt das Reserve-Infanterie-Regiment Nr. 208 in Stellung lag. Folgend stürmten die Engländer in mehreren Angriffswellen gegen die Stellungen des Reserve-Infanterie-Regiments Nr. 208 an. Das deutsche Maschinengewehr- und Artilleriefeuer konnte diesen Angriff und die folgenden Angriffswellen erfolgreich abwehren. Jedoch wurde links vom Braunschweiger Regiment die deutsche Sicherung bis in die Hauptkampflinie zurückgedrückt. Das Bereitschaftsbataillon der 208er war nun dazu bestimmt den Gegenstoß auszuführen, der folgend den Gegner über die alte Linie zurücktreiben sollte. Die Unternehmung war von Erfolg gekrönt, allerdings war der Kampf damit noch nicht beendet. Kanadier und Engländern griffen immer wieder die Stellungen des Regiments an. Um 16.00 Uhr kam es dann zum vierten tiefgegliederten Angriff, der vorhergehend von ausgedehntem Artilleriebeschuss eingeleitet wurde. Auch dieser Angriff brach im deutschen Abwehrfeuer zusammen. Die Kriegsparteien erlitten in diesem Kampfgeschehen zahlreiche Verluste.

### Einsatzverlauf 1914–1918

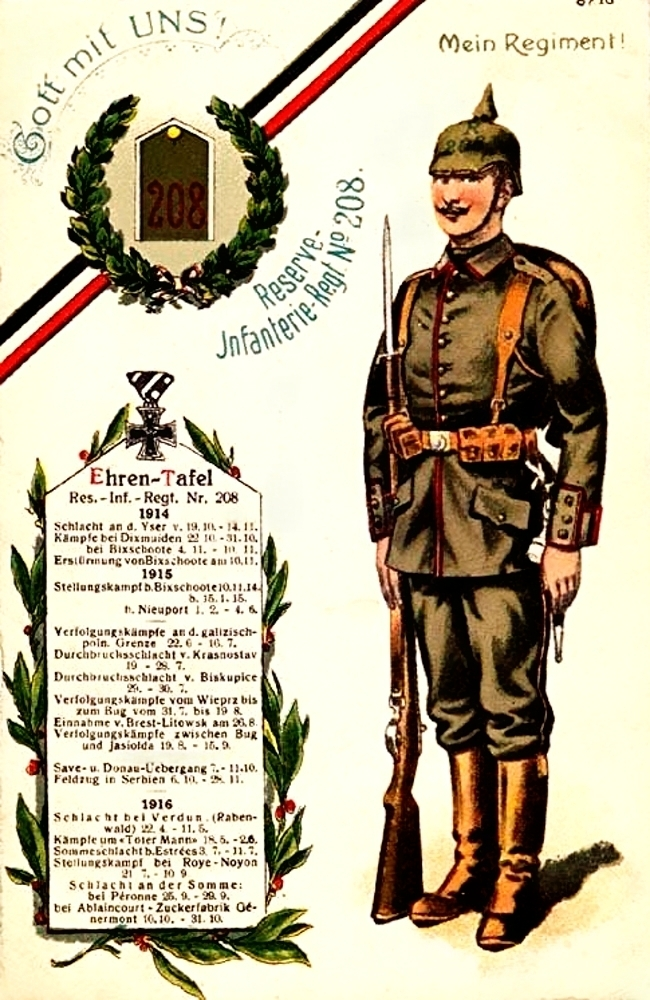
Zeitgenössische Feldpostkarte des Reserve-Infanterie-Regiments Nr. 208.

#### 1914
- 10. Oktober – Abfahrt aus Zossen.
- 20. Oktober – Kämpfe vor Dixmuiden.
- 25. Oktober – Erstürmung von Stuyvekenskerke.
- 03. November – Angriff auf Streenstrate.

#### 1915
- 09. Mai – Erfolgloser Angriff auf Nieuport.
- 08. Juni – Verlegung an die Ostfront.
- 25. Juni – Erstürmung von Woydra.
- 26. Juni – Erstürmung der Höhen Kardinalski.
- 02. Juli – Einnahme von Wilkie-Chomenciska und Stary-Zamose.
- 29. Juli – Erstürmung der Höhe 212 und Einnahme von Olesniki.
- 02. August –  Eroberung der russischen Stellungen nördlich von Majdan-Stare.
- 18. August –  Erstürmung von Lipnica.
- 19. August – Erstürmung von Michalki.
- 25. August – Übergang über den Bug.
- 27. August – Erzwingung des Überganges über die Shabinka.
- 29. August – Einnahme von Legathy.
- 05. September – Beginn des Rückzuges nach Warschau.
- 15. September – Eintreffen in Warschau.
- 07. bis 8. Oktober – Save-Übergang
  - 8. Oktober – Erstürmung des Banovoberges.
- 20. Oktober – Besetzung der Podvishöhe.
- 25. Oktober – Gefecht am Sutica.
- 28. Oktober – Gefecht am Rudnik.
- 03. November – Besetzung der Kaminka-Kosa-Höhen.

#### 1916
- 01. Februar – Verlegung an die Westfront.
- 17. April bis 4. Juni – Einsatz in der Schlacht von Verdun.
  - 20. Mai – Sturm auf den Toten Mann.
- 02. bis 11. Juli – Einsatz in der Sommeschlacht bei Estrées.
- 25. bis 29. September – Einsatz in der Sommeschlacht bei Peronne.
- 10. bis 29. Oktober – Einsatz in der Sommeschlacht bei Ablaincourt.

#### 1917
- 16. März – Beginn des Rückzuges auf die Siegfriedfront.
- 23. März – Angriff auf Montescourt-Lizerolles.
- 28. März – Ablösung aus den Kämpfen vor der Siegfriedfront.
- 19. April bis 10. Mai – Einsatz am Chemin des Dames.
- 26. Oktober bis  3. November – Schlacht in Flandern. Einsatz bei Becleare.
- 08. bis 26. November – Schlacht in Flandern. Einsatz bei Paschendale.[6][7]
  - 10. November – Großangriff englischer Verbände.

#### 1918
- 09. April – Offensive bei Bethune.
- 08. Mai – Ablösung aus der Stellung bei Lacture.
- 25. Mai bis 29. Juni – Stellungskampf bei Vieux Berquin.
  - 15. Juni – Unternehmen „Pantersprung“.
- 24. August bis 4. September – Schlacht bei Monchy-Bapaume.
  - 28. August – Zurücknahme der Stellungen auf Beauloncourt.
- 09. Oktober bis 4. November – Kämpfe vor und in der Hermannstellung.
  - 11. bis 22. Oktober – Einsatz nördlich von Le Cateau.
- 05. bis 11. November – Rückzugskämpfe vor der Antwerpen-Maas-Stellung.

### Verbleib
Mit dem Waffenstillstand von Compiègne, begann am 11. November 1918 für das Regiment der Rückmarsch in die Heimat. Nach dem Überschreiten des Rheins wurden alle Linksrheinländer sowie die Jahrgänge von 1896 bis 1899 aus der Truppe entlassen. Am 23. November erreichten die Reste des Regiments Magdeburg, wo die Mannschaften entlaust und Pferde, Wagen und anderes Gerät abgegeben wurde. Unter Führung von Leutnant Leimann verlegte das Regiment folgend nach Landsberg an der Warthe, wo die Reste des Regiments am 25. November 1918 anlangten. In Landsberg wurde das Regiment durch das Infanterie-Regiment „von Stülpnagel“ (5. Brandenburgisches) Nr. 48 zunächst demobilisiert und am 11. Januar 1919 aufgelöst.
Teile des Regiments schlossen sich im Dezember 1918 der II. und VI. Abteilung des Freiwilligen Landesjägerkorps an. Das Landesjägerkorps hatte sich am 14. Dezember 1918 aus Teilen der 214. Infanterie-Division gebildet. Im Januar 1919 wurde das Freikorps in Berlin zur Niederhaltung von Unruhen eingesetzt.

## Unterstellung und Gliederung

### Unterstellung
- Während des Einsatzes in Verdun, wurde das Regiment vom 23. bis 27. April 1916 der 43. Reserve-Infanterie-Division unterstellt.[20]  Am 27. April trat das Regiment wieder in den Divisionsverband der 44. Reserve-Infanterie-Division zurück.

- Anfang Februar 1917 wurde die 88. Reserve-Infanterie-Brigade aufgelöst, nachfolgend trat das Regiment zur 87. Reserve-Infanterie-Brigade über.[21]

#### Oktober 1914
- 44. Reserve-Division
  - 88. Reserve-Infanterie-Brigade
    - Reserve-Infanterie-Regiment Nr. 207
    - Reserve-Infanterie-Regiment Nr. 208

#### Februar 1917
- 44. Reserve-Division
  - 87. Reserve-Infanterie-Brigade
    - Reserve-Infanterie-Regiment Nr. 205
    - Reserve-Infanterie-Regiment Nr. 206
    - Reserve-Infanterie-Regiment Nr. 208

### Gliederung
Die Kompanie hatte eine Kriegsstärke von etwa 250 Mann und wurde von einem Hauptmann befehligt. Aus vier Kompanien bildete sich ein Bataillon, mit einer Kriegsstärke von ca. 1000 Mann; als Bataillons-Kommandeur ein Major. Aus den drei Bataillonen bildete sich wiederum das Regiment mit einer Kriegsstärke von ca. 3000 Mann, befehligt von einem Oberst, als Stellvertreter ein Oberstleutnant.
| 1 | Regimentsstab mit Nachrichtenzug | –––––                                                         |
| 3 | Bataillone                       | –––––                                                         |
| 1 | Nachrichtenzug                   | –––––                                                         |
| 9 | Infanteriekompanien              | mit je 6 leichten 08/15 Maschinengewehren und 2 Granatwerfern |
| 3 | Maschinengewehrkompanien         | mit je 12 schweren Maschinengewehren                          |
| 1 | Minenwerferkompanie              | mit je 3 mittleren und 9 leichten Minenwerfern                |

#### Chronik
- Am 16. September 1916 wurde der Verband um zwei Maschinengewehr-Kompanien vermehrt.[22]

## Bewaffnung
Der Soldat des Reserve-Infanterie-Regiments Nr. 208 war mit dem Gewehr 98 und zugehörigem Seitengewehr ausgerüstet. Als Kurzwaffe diente die Selbstladepistole des Modells 08 oder des Modells C96.
Die Maschinengewehr-Kompanien wurden mit dem im Sommer 1916 eingeführten Maschinengewehr 08/15 ausgerüstet. Es war leichter und damit beweglicher als seine Vorgängermodelle, allerdings auf Kosten der Treffsicherheit.

## Gedenkkultur
Für die gefallenen Soldaten wurde sofort nach der Einnahme Belgrads mit der Anlage eines „Deutschen Heldenfriedhofes“ auf dem Banovo brdo begonnen. Dort wurden rund 2600 gefallene deutsche Soldaten des Ersten Weltkrieges sowie einige Serben beigesetzt.
Des Weiteren wurde der Einsatz des Regiments in den Kämpfen beim Übergang über die Save und der Einnahme Belgrads 1915 in einem dreiteiligen Ölgemälde im Stile eines Altarbildes, einem Triptychon, von dem Maler Elmar von Eschwege (1856–1935) künstlerisch dargestellt. Die großformatige Auftragsarbeit stellt auf der linken Tafel eine dramatische nächtliche Szene während der Flussüberquerung dar, in der nicht nur die in Booten kämpfenden Soldaten gezeigt werden, sondern im Vordergrund auch im Wasser treibende Leichen. Die mittlere Tafel zeigt kämpfende Soldaten am Flussufer vor einer durch Feuerschein beleuchteten Landschaft und die rechte Tafel einen nächtlichen Blick auf die stellenweise brennende Stadt Belgrad.
Die Namen aller Gefallenen des Reserve-Infanterie-Regiments Nr. 208 wurden zudem später in drei prunkvoll gestalteten Totenbüchern verzeichnet, die optisch an Evangeliare erinnern. Diese wurden in einer eigens dafür angefertigten Lade (ähnlich einer Zunfttruhe) aufbewahrt. Diese Truhe ist mit Bildnissen aus der germanischen Mythologie verziert. So zeigt die Innenseite des Deckels eine Szene mit einer Walküre, die die Toten nach Walhall begleitet, und die untere Klappe die drei Nornen Urd, Verdandi und Skuld. Den gefallenen Soldaten der Schlacht um Belgrad ist das marmorne Denkmal auf dem Ehrenfriedhof in Banovo Brdo gewidmet. Dieses befindet sich in Form eines nachgebildeten Modells gemeinsam mit der Totenlade des Regiments im Besitz des Braunschweigischen Landesmuseums, wo es in der Ausstellung 1914 … schrecklich kriegerische Zeiten, anlässlich des hundertsten Jahrestages des Kriegsausbruchs des Ersten Weltkriegs, ausgestellt wird.
In den 1920er Jahren gründeten ehemalige Regimentsangehörige mehrere Veteranenvereine und schlossen sich in einem Verband der „Vereine ehemaliger 208er e. V.“ zusammen.

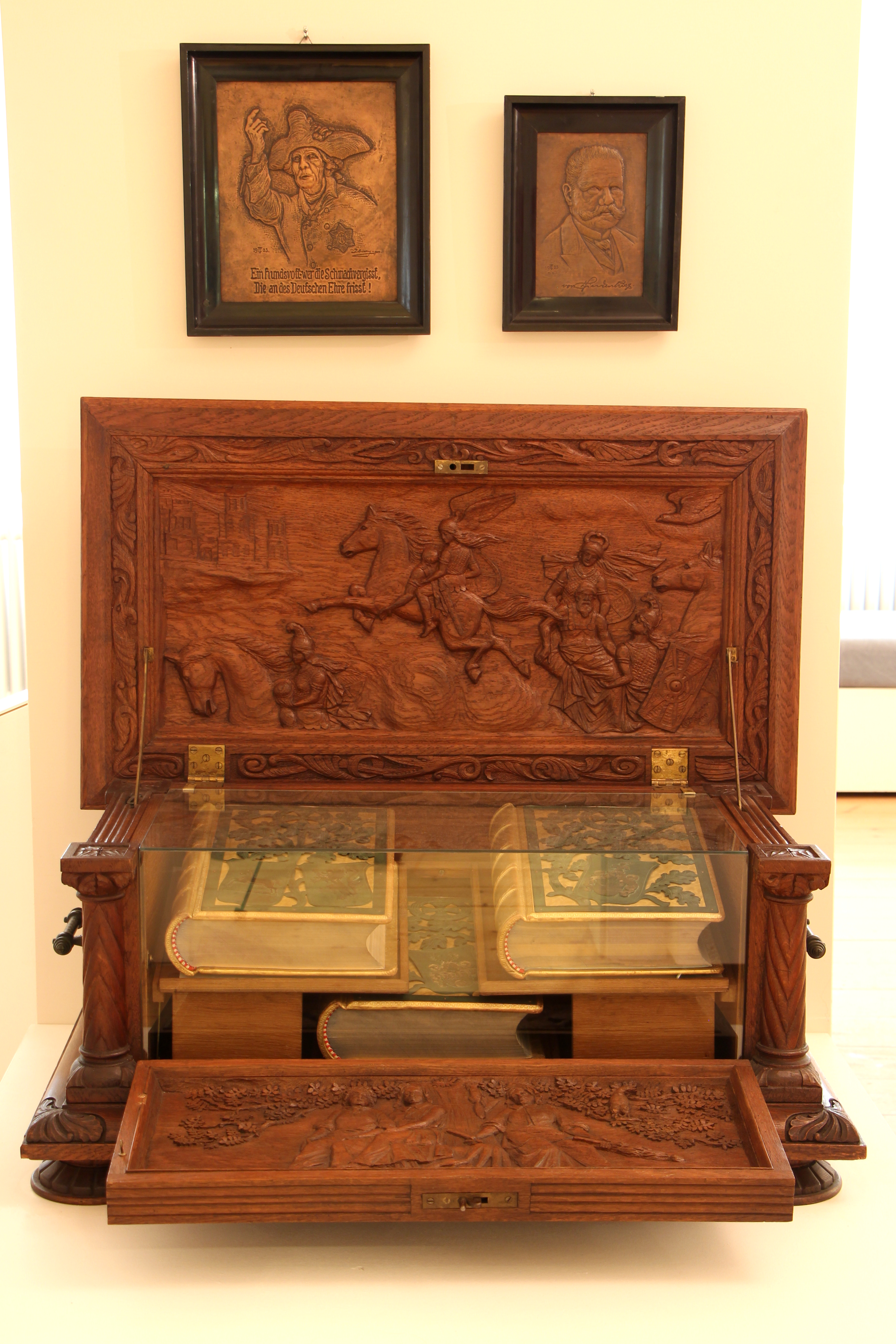
Truhe mit den Totenbüchern im Braunschweigischen Landesmuseum
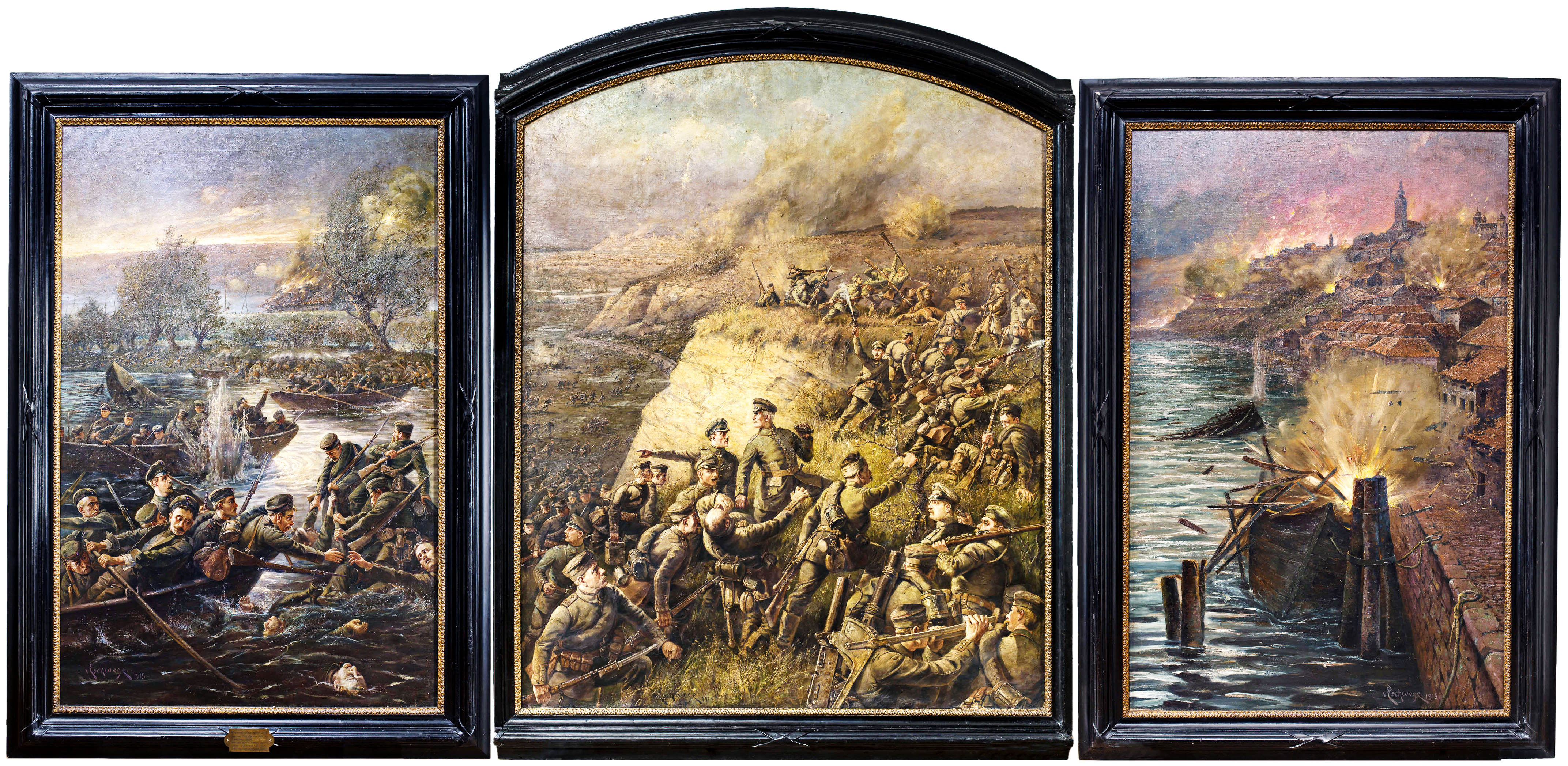
„Übergang über die Save“, Triptychon von Elmar von Eschwege aus dem Jahre 1915. Es stellt die Eroberung Belgrads durch das RIR 208 dar. Das Gemälde befindet sich heute im Braunschweigischen Landesmuseum.
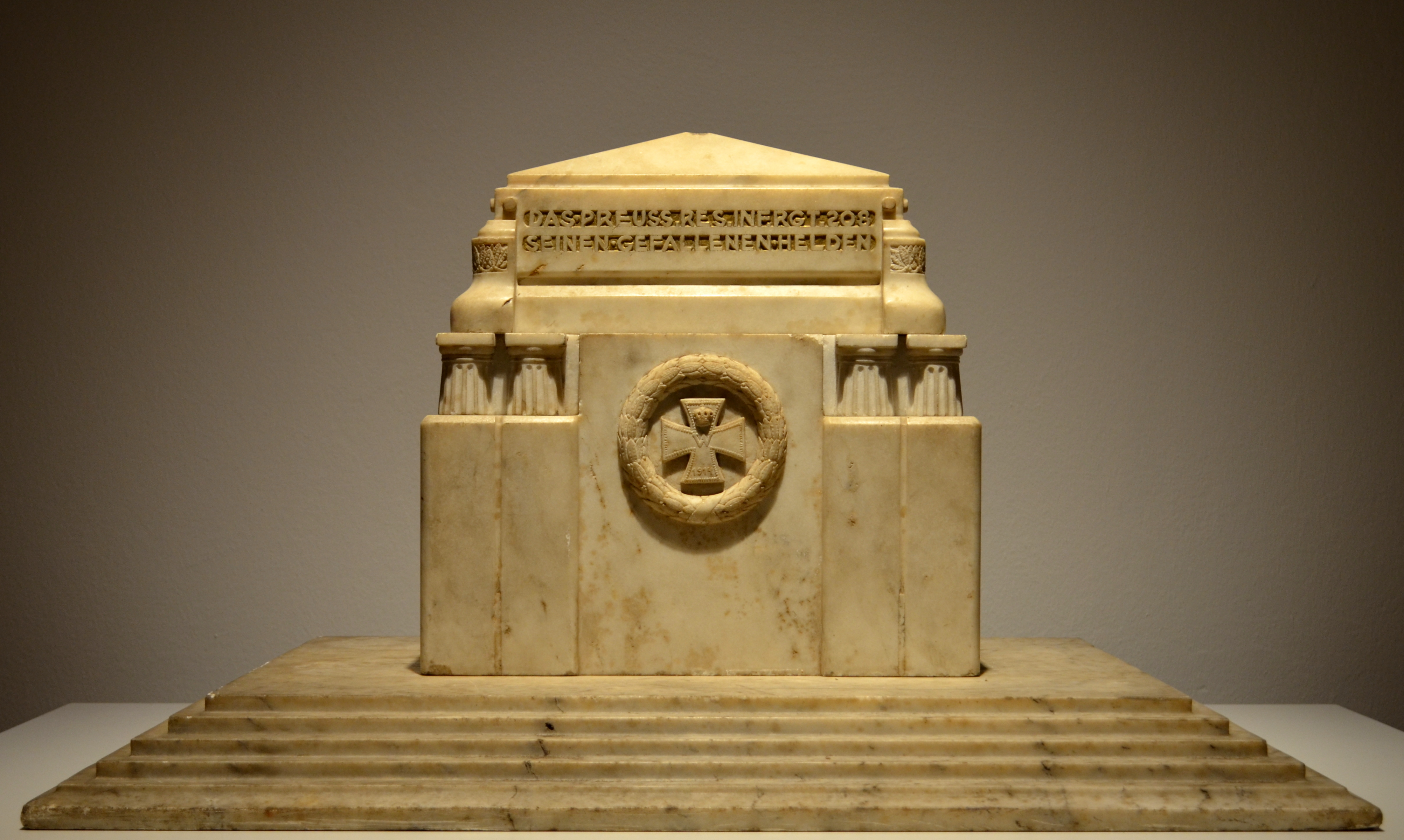
Modell des von August von Mackensen in Auftrag gegebenen Denkmals für die Gefallenen in Banovo brdo, Belgrad
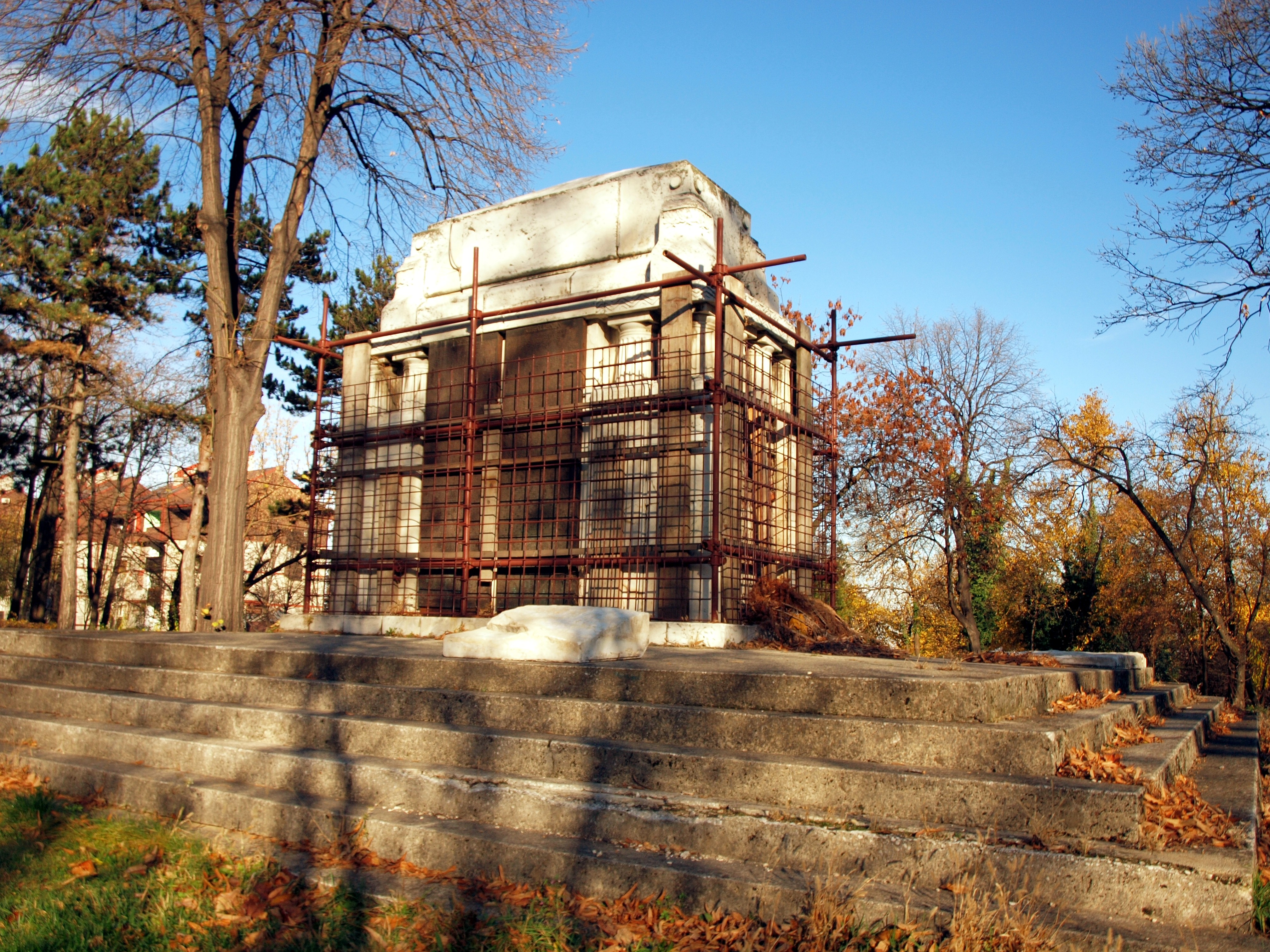
Denkmal für die Gefallenen im Jahre 2010
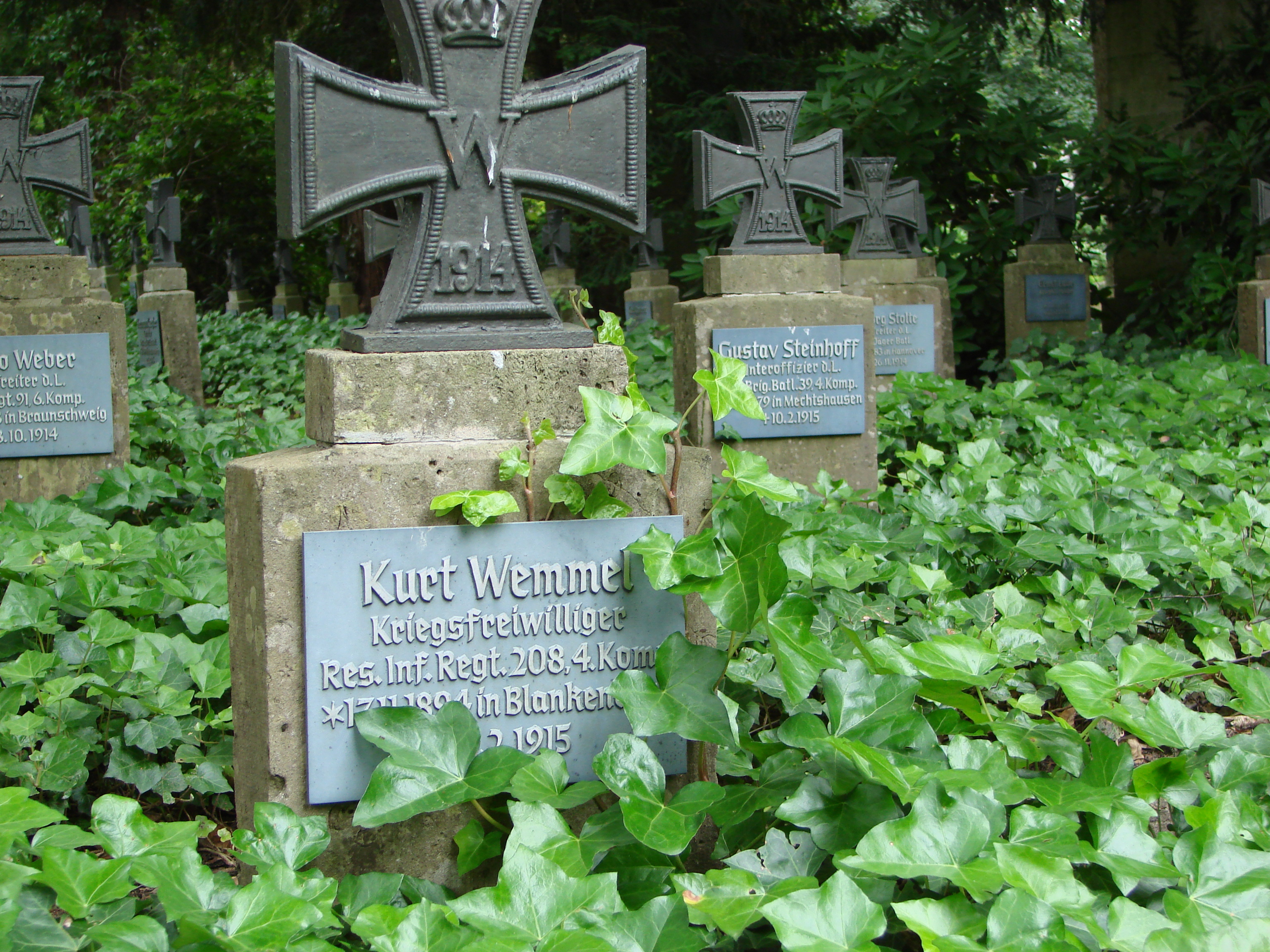
Grabstein eines Gefallenen auf dem Ehrenfriedhof für deutsche Krieger in Braunschweig

## Bekannte Regimentsangehörige
- Willi Clahes (1895–1948), Jurist, Politiker (DVP, DNVP, NSDAP), Vizepräsident der Durchführungsstelle für die Neugestaltung der Reichshauptstadt, als dieser verantwortlich für die „Entmietung“ der Berliner Juden[25]. Im Rang eines Leutnants übernahm Clahes vom 5. bis 16. Mai 1916 die Führung des II. Bataillons, er trat folgend wieder in die 6. Kompanie zurück.[26]
- Carl Heimbs (1878–1972), Kaufmann, Politiker (DVP), Mitverantwortlicher für die Einbürgerung Adolf Hitlers. Heimbs bekleidete den Rang eines Offiziersstellvertreters, er diente in der 1. Kompanie und wurde im November 1914 schwer verwundet.[27]
- Herzog Heinrich Borwin zu Mecklenburg, als Oberleutnant führte er vom 6. bis 8. Juni 1918 das III. Bataillon des Reserve-Infanterie-Regiments Nr. 208.[28]
- Ernst Zörner (1895–1945 verschollen und für tot erklärt), Politiker (NSDAP), Oberbürgermeister von Dresden, Präsident der Durchführungsstelle für die Neugestaltung der Reichshauptstadt, Mittäter des Holocaust im Generalgouvernement. Zörner diente in der 2. Kompanie des Reserve-Infanterie-Regiments Nr. 208, er wurde im Jahr 1915 zweimal leicht verwundet.[29]

## Kommandeure
| Dienstgrad     | Name                | Datum                                 |
| -------------- | ------------------- | ------------------------------------- |
| Oberst         | von Linstow         | 01. September bis 24. Oktober 1914    |
| Oberstleutnant | von Cettritz        | 25. bis 30. Oktober 1914              |
| Oberstleutnant | von Quast           | 01. bis 14. November 1914             |
| Oberst         | von Normann         | 15. bis 29. November 1914             |
| Oberst         | Bock                | 30. November 1914 bis 24. Mai 1915    |
| Oberstleutnant | Bloch von Blottnitz | 25. Mai 1915 bis 3. Juni 1916         |
| Hauptmann      | Wiegand             | 04. bis 9. Juni 1916                  |
| Oberstleutnant | Bretano             | 10. Juni bis 2. Oktober 1916          |
| Major          | Bensberg            | 03. bis 5. Oktober 1916               |
| Major          | von König           | 07. Oktober 1916 bis 6. Mai 1917      |
| Hauptmann      | von Detten          | 07. bis 16. Mai 1917                  |
| Hauptmann      | Wiegand             | 17. bis 23. Mai 1917                  |
| Major          | von Wedelstädt      | 24. bis 27. Mai 1917                  |
| Oberst         | Stachow             | 28. Mai 1917 bis 2. November 1918     |
| Hauptmann      | Lauterbach          | 02. bis 13. November 1918             |
| Oberstleutnant | Meyer               | 14. November bis 11. Dezember 1918    |
| Hauptmann      | Guthknecht          | 12. bis 23. Dezember 1918             |
| Leutnant       | Leimann             | 24. Dezember 1918 bis 11. Januar 1919 |